# Polarimetrie
Polarimetrie je optická metoda analytické chemie, založená na měření optické otáčivosti – stočení roviny polarizovaného světla opticky aktivní látkou. Přístroj sloužící k exprimentálnímu měření optické otáčivosti se nazývá polarimetr.

## Opticky aktivní látky
Opticky aktivními látkami se nazývají látky, které nelze prostým otáčením ztotožnit s jejich zrcadlovým obrazem. Nejčastější příčinou nesouměrnosti molekuly je přítomnost asymetrického neboli chirálního uhlíku, což je uhlík nesoucí čtyři odlišné substituenty.
Pravo a levotočivé látky se označují jako enantiomery (antipody), smícháním těchto izomerů v poměru 1:1 vznikne opticky neaktivní racematická směs. I když se jedná o stejnou látku, mají oba antipody rozdílný index lomu.

## Polarizace
Světelný paprsek lze popsat jako vlnu kmitající ve všech rovinách. Polarizováním ji lze změnit tak, aby kmitala pouze v jedné rovině. Zařízení, ve kterém dochází k polarizaci světla, se nazývá polarizátor.

### Polarizace odrazem
Elektrická složka světla po odrazu kmitá kolmo na rovinu, v níž leží dopadající a odražený paprsek. Úplná polarizace nastane pouze při dosažení Brewsterova úhlu dopadu, závisejícího na indexu lomu.

### Polarizace polaroidem
Polaroid je speciální filtr, který z paprsku světla propustí složku kmitající v pouze jedné rovině. Ostatní složky jsou polaroidem absorbovány.

### Polarizace dvojlomem
Některé pevné látky (např. islandský vápenec) se z hlediska šíření světla chovají anizotropně a rychlost světla je v nich v různých směrech různá. Paprsek světla, který dopadne na krystal této látky, se rozdělí na dva lineárně polarizované paprsky, kmitající v rovinách na sebe kolmých. V praxi se tyto dva paprsky od sebe oddělí odrazem na řezu, dělícím polarizátor na dvě části. Řádný paprsek kmitá kolmo na rovinu a odráží se řezem polarizátoru mimo, zatímco mimořádný paprsek prostupuje polarizátorem dál. Na tomto principu je založen Nicolův hranol, nejpoužívanější polarizátor.

## Využití
Mezi úhlem otočení roviny a koncentraci opticky aktivní látky je přímá úměra. Vztah lze vyjádřit jako {\displaystyle \alpha =[\alpha ]_{D}{}^{20}*l*c}, kde α je úhel otočení, [α]Dt měrná otáčivost při teplotě t a vlnové délce dubletu D sodíkové výbojky (589,3 nm), l je tloušťka vrstvy opticky aktivní látky v decimetrech a c koncentrace látky v g/ml. Pro stanovení koncentrace lze tedy použít metodu kalibrační křivky.
Polarimetricky se například kontroluje čistota směsí chirálních látek, měří koncentrace sacharidů v cukrovarnictví a potravinářském průmyslu a ve farmacii a biochemii se touto metodou stanovují bílkoviny, steroidy, vitamíny či alkaloidy.